# Cham Kiu
La Cham Kiu (in cinese tradizionale 尋橋; semplificato 寻桥: in Italiano braccia che cercano, oppure: braccia-ponte) è una forma a mani nude del Wing Chun, insegnata nella maggioranza delle scuole una volta appresa la Siu Nim Tau.
La Cham Kiu è una forma dinamica: contiene passi, combinazioni simultanee di movimenti sulle gambe e tecniche di braccia, ed è l'unica forma a mani nude dello stile che contiene calci, introducendo l'allievo al principio della contemporaneità; in realtà già nell'ultimo set della prima forma l'allievo comincia ad utilizzarlo facendo, però, tecniche diverse.
La Cham Kiu simula una strategia contro più avversari che attaccano uno alla volta da direzioni diverse. 
La Cham Kiu, inoltre, è la forma in cui l'energia circola ed è per questo motivo che non vediamo la presenza dei cosiddetti ponti, ossia quei punti in cui si accede alla linea centrale.